# Carex andicola
Carex andicola är en halvgräsart som beskrevs av Gerald A. Wheeler. Carex andicola ingår i släktet starrar, och familjen halvgräs. Inga underarter finns listade i Catalogue of Life.